# Taramelliet
Het mineraal taramelliet is een boor- en chloor-houdend barium-ijzer-titanium-magnesium-silicaat met de chemische formule Ba4(Fe3+,Ti,Fe2+,Mg)4(B2Si8O27)O2Clx, waarbij x tussen 0 en 1 ligt. Het mineraal behoort tot de cyclosilicaten.

## Eigenschappen
Het doorschijnend tot subdoorschijnend roodbruine tot donkerpaarse taramelliet heeft een glasglans, een bruine streepkleur en de splijting van het mineraal is perfect volgens het kristalvlak [010]. Het kristalstelsel is orthorombisch. Taramelliet heeft een gemiddelde dichtheid van 3,91, de hardheid is 5,5 en het mineraal is niet radioactief. De dubbelbreking is 0,0600.

## Naam
Het mineraal taramelliet is genoemd naar de Italiaanse geoloog Torquato Taramelli (1845-1922).

## Voorkomen
Taramelliet is een zeldzaam mineraal, dat gevormd wordt in zones van contactmetamorfose. De typelocatie is Candoglia in de Italiaanse Val d'Ossola (Piëmont).